# Gepäckträger (Beruf)

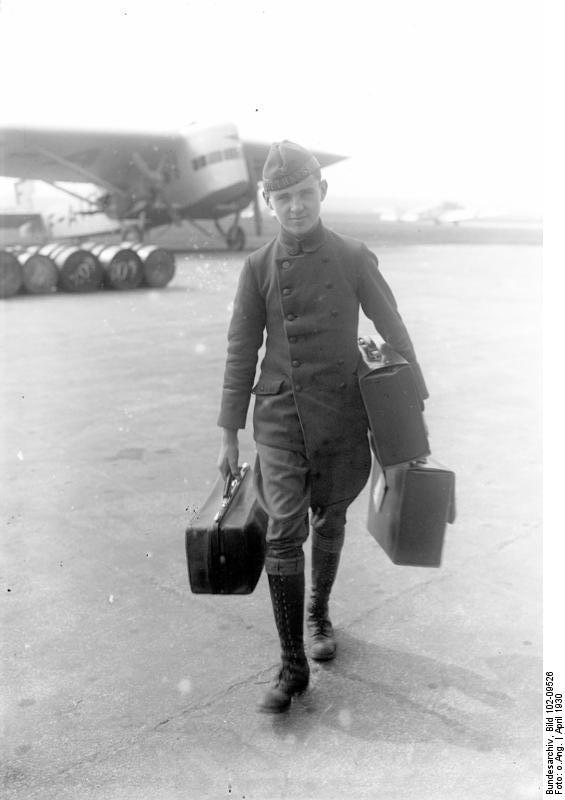
Gepäckträger im frühen Luftverkehr

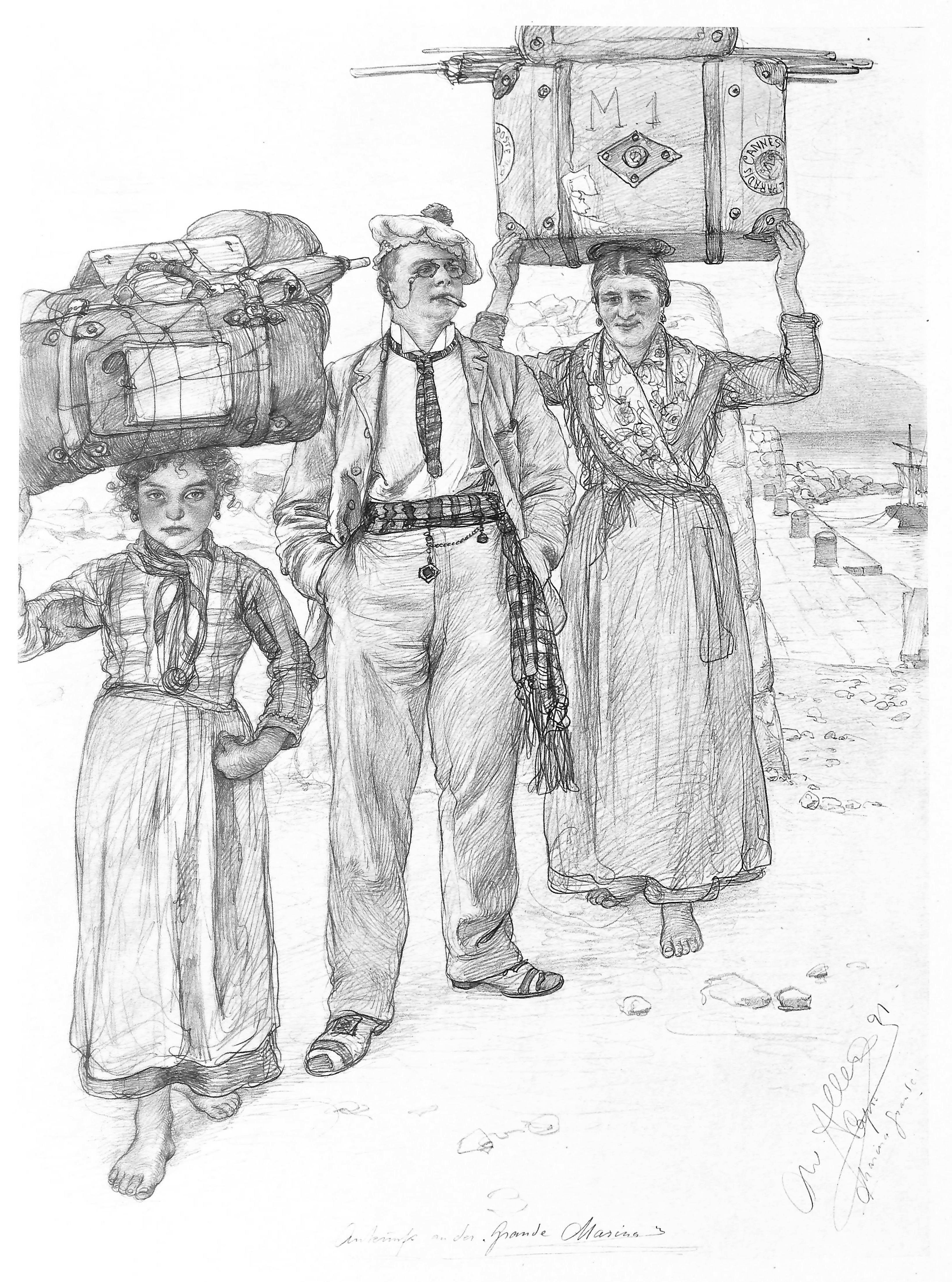
Frauen und Mädchen tragen Gepäck eines Touristen auf Capri

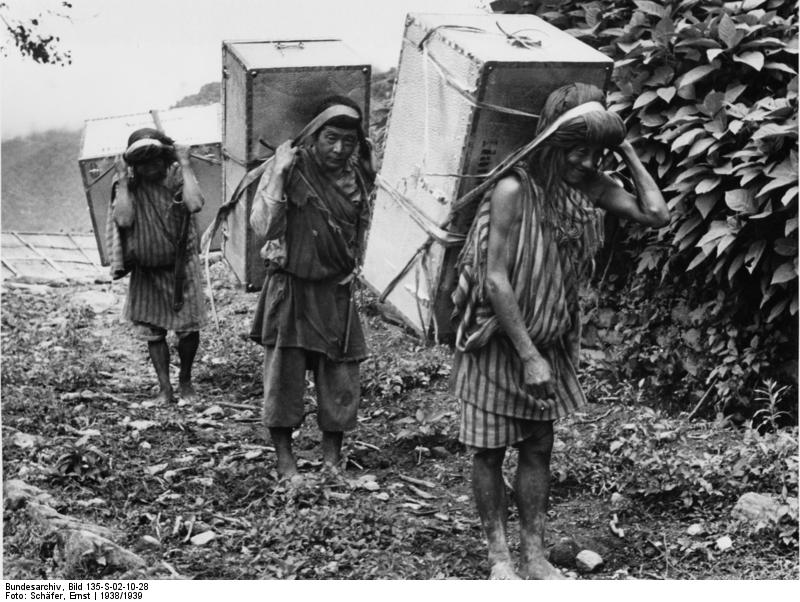
Gepäckträger einer Expedition

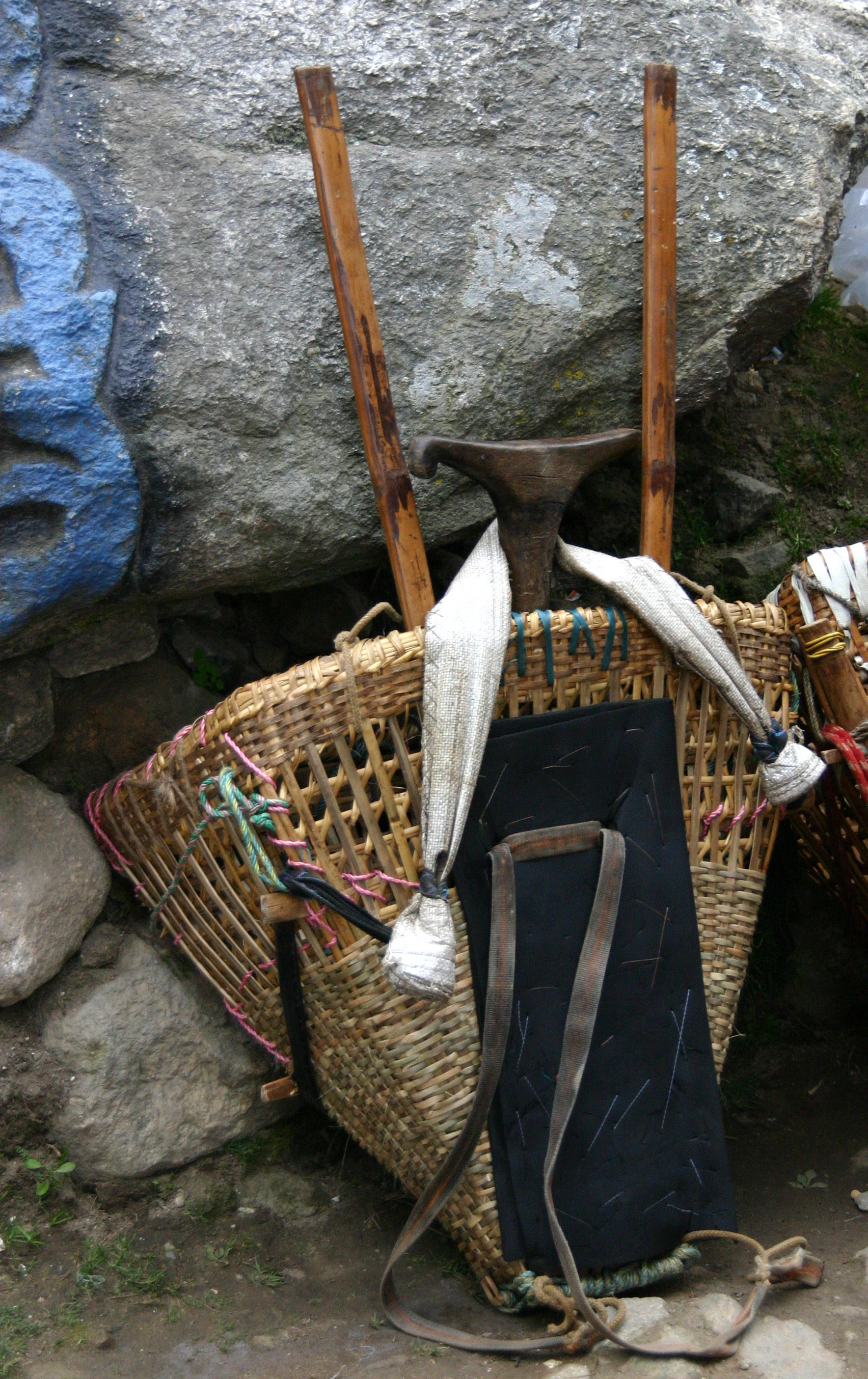
Tragkorb eines nepalesischen Trägers

Gepäckträger ist ein Beruf. Ein Gepäckträger befördert gegen Entgelt Koffer, Taschen und sonstiges Reisegepäck auf kurzen Strecken. Gepäckträger sind häufig in großen Bahnhöfen und Flughäfen anzutreffen.
Der Beruf entwickelte sich aus den Dienstleuten zur Blütezeit des internationalen Eisenbahnverkehrs. Zu den damaligen Aufgaben zählten jedoch noch Botengänge und andere Dienstleistungen. Andere (veraltete) Bezeichnungen für solche Dienstleute sind „Kuli“ und „Boy“. Da diesen Begriffen heutzutage jedoch eine eher abwertende und demütigende Bedeutung zukommt, werden sie nicht mehr verwendet.
In Hotels der gehobenen Kategorie wird das Gepäck der Gäste bei der Ankunft vom Portier in Empfang genommen und von dem Bagagisten auf das Zimmer gebracht.
Das Gepäck von Expeditions- oder Abenteuerreisenden (etwa Bergsteigern, Wüsten- oder Urwaldtouristen, Forschern etc.) wird in abgelegenen oder unwegsamen Gegenden auch heute noch oft von einheimischen Trägern (die häufig noch „Kulis“ genannt werden) von Camp zu Camp transportiert. Bei Expeditionen im Himalaya werden meist Angehörige der Volksgruppe der Sherpa als Hochträger und mittlerweile auch als Bergführer eingesetzt. Davon zu unterscheiden sind die Lastenträger, die die Ausrüstung im (Hoch-)Gebirge bis zu den Basislagern transportieren. Der Sirdar ist der Führer von Hochgebirgsträgern und Portern.
Die Versorgung von Alpenvereinshütten erfolgte früher, wo andere Transportmöglichkeiten (Fahrstraße, Materialseilbahn, Hubschrauber) nicht vorhanden oder zu teuer waren, durch Hüttenträger. Umgangssprachlich kommt die Bezeichnung Alpensherpas vor. Inzwischen ist die Versorgung mittels Hubschrauber zumeist billiger, sodass Hüttenträger in Europa in größerer Zahl nur noch in der Tatra vorkommen. Dort messen sie sich seit 1985 jährlich in einer Sherparalley, einem Lastentragwettbewerb.

## Physiologie und Ergonomie
Der Belgier Norman C. Heglund hat das Tragen von Lasten untersucht. Demnach nützen afrikanische Frauen beim Tragen von Lasten auf dem Kopf eine Pendelbewegung beim Gehen in der Ebene. Dadurch wird das Auf und Ab der Last und der Energieaufwand der Gehenden minimiert.
Hochgebirgsträger hingegen tragen höhere Lasten über bergiges Terrain ohne besondere Bewegungsausformung, ohne Hast und mit typisch regelmäßigen Pausen – im Extremfall 45 Sekunden Pause nach 15 Sekunden Tragen, um den effizienten aeroben Betriebsbereich der Muskelfunktion nicht zu verlassen. Sie tragen geflochtene Körbe oder Rückentragegestelle, hochbeladen über ein Kopfband und dem geneigten Rücken. Mitunter kommt dazu eine kleine Last in einem flacheren Sack vor der Brust, die an Schulterbändern hängt. Ein T-förmiger Gehstock dient dem Abstützen der Last während einer Gehpause im Stehen, Plattformen dienen zwischendurch dem gänzlichen Absetzen der Last.
Die US-amerikanische Anthropologin N. J. Malville ermittelte bei mittelaltrigen (20–49 Jahre) männlichen Trägern durchschnittlich 146 % ihres Körpergewichts als Traglast.

## Trägerdienste in der Kolonialzeit
Während der Kolonialzeit war das Trägerwesen die Basis der kolonialen Exportökonomie. Alle Güter, einschließlich Kulturgüter, mussten in der Regel auf dem Kopf oder Rücken von zwangsverpflichteten Einheimischen transportiert werden. Die schlechten Umwelt- und Weg Verhältnisse, insbesondere während der Regenzeit, sowie mangelnde sanitäre Einrichtungen und medizinische Versorgung führten zu schweren gesundheitlichen Belastungen und einer hohen Sterblichkeitsrate. Epidemien wie Malaria, Syphilis und Pocken verbreiteten sich schnell unter den Trägern, die oft unter menschenunwürdigen Bedingungen arbeiten mussten. Besonders die Träger, die sowohl beim Transport von Kulturgütern als auch bei kolonialwirtschaftlichen Aktivitäten eingesetzt wurden, litten unter enormer Ausbeutung und Missbrauch.
Trägerdienste in Kamerun wurden in erster Linie durch die sogenannte deutsche „Schutztruppe“ oder die Kolonialverwaltung organisiert und stellten eine Form der Zwangsarbeit dar, die eher Sklaverei als regulärer Lohnarbeit glich. Zwangsrekrutierung, schlechte Behandlung und brutale Arbeitsbedingungen waren an der Tagesordnung. So stelle es auch der Botaniker Georg August Zenker in Aquarellen und anderen Aufzeichnungen dar. Die Arbeitskräftebeschaffung wurde häufig durch Erpressung, Korruption und Gewalt durchgeführt. Trägerdienste führten zu massiven Auflösungserscheinungen der Dorfgesellschaften und brachten den Kamerun großes Leid und Elend. Die durchschnittliche Traglast betrug etwa 30 kg, konnte aber in vielen Fällen, insbesondere im Handelssektor, deutlich höher sein. Frauen und Kinder wurden ebenso zwangsverpflichtet. Die Entlohnung der Träger war äußerst schlecht, und sie wurden häufig bei den Lohnzahlungen betrogen.